# Alexia Sedykh
Alexia Sedykh (ur. 13 września 1993 w Paryżu) – francuska lekkoatletka, młociarka.
Córka złotych medalistów olimpijskich i rekordzistów świata – młociarza Jurija Siedycha oraz kulomiotki Natalii Lisowskiej.

## Osiągnięcia
| Rok  | Impreza                                        | Miejsce               | Pozycja           | Wynik |
| ---- | ---------------------------------------------- | --------------------- | ----------------- | ----- |
| 2009 | Mistrzostwa świata juniorów młodszych          | Bressanone            | 8. miejsce        | 53,03 |
| 2009 | Gimnazjada                                     | Doha                  | 1. miejsce        | 55,54 |
| 2010 | Kwalifikacje do igrzysk olimpijskich młodzieży | Moskwa                | 1. miejsce        | 59,66 |
| 2010 | Igrzyska olimpijskie młodzieży                 | Singapur              | 1. miejsce        | 59,08 |
| 2011 | Mistrzostwa Europy juniorów                    | Tallinn               | 3. miejsce        | 65,02 |
| 2012 | Mistrzostwa świata juniorów                    | Barcelona             | 2. miejsce        | 67,34 |
| 2013 | Zimowy puchar Europy w rzutach                 | Castellón de la Plana | 4. miejsce        | 64,17 |
| 2013 | Młodzieżowe mistrzostwa Europy                 | Tampere               | 3. miejsce        | 66,67 |
| 2015 | Zimowy puchar Europy w rzutach                 | Leiria                | 3. miejsce (U-23) | 68,79 |
| 2015 | Młodzieżowe mistrzostwa Europy                 | Tallinn               | 4. miejsce        | 67,37 |

## Rekordy życiowe
- rzut młotem – 70,77 (2015)